# × Perreiraara
× Perreiraara viết tắt trong thương mại là Prra. là một chi lan lai giữa các chi Aerides, Rhynchostylis and Vanda (Aer. x Rhy. x V.).